# Playlist - Tutto ciò che è musica
Playlist - Tutto ciò che è musica è un programma televisivo italiano di genere talk show, musicale e rotocalco, in onda su Rai 2 dal 19 ottobre 2024 con la conduzione di Federica Gentile e Gabriele Vagnato.

## Il programma
Il programma, realizzato in collaborazione tra la direzione intrattenimento day-time della Rai e Armosia e curato da Barbara Coderoni, è nato come un rotocalco settimanale innovativo che promette di catturare l'essenza della scena musicale contemporanea con il meglio dalle principali classifiche musicali italiane ed internazionali e con esibizioni esclusive da parte di diversi artisti sia storici che della nuova generazione del panorama musicale.

## Edizioni
| Edizione | Anno      | Conduzione       | Conduzione       | Periodo         | Periodo       | Puntate  | Puntate  | Regia            | Studio                                          |
| Edizione | Anno      | Conduzione       | Conduzione       | Inizio          | Fine          | Day-time | Speciali | Regia            | Studio                                          |
| -------- | --------- | ---------------- | ---------------- | --------------- | ------------- | -------- | -------- | ---------------- | ----------------------------------------------- |
| 1ª       | 2024-2025 | Federica Gentile | Gabriele Vagnato | 19 ottobre 2024 | 3 maggio 2025 | 23       | 3        | Sabrina Busiello | Studio 2 degli studi televisivi Fabrizio Frizzi |

## Programmazione
| Edizione | Rete televisiva | Anno      | Stagione          | Orario      | Durata | Programmazione | Programmazione | Programmazione | Programmazione | Programmazione | Programmazione | Programmazione | Collocazione |
| Edizione | Rete televisiva | Anno      | Stagione          | Orario      | Durata | L              | M              | M              | G              | V              | S              | D              | Collocazione |
| -------- | --------------- | --------- | ----------------- | ----------- | ------ | -------------- | -------------- | -------------- | -------------- | -------------- | -------------- | -------------- | ------------ |
| 1ª       | Rai 2           | 2024-2025 | autunno-primavera | 14:00-15:00 | 60 min |                |                |                |                |                |                |                | Day-time     |